# Публий Дазумий Рустик
Публий Дазумий Рустик (на латински: Publius Dasumius Rusticus) е политик и сенатор на Римската империя през 2 век.

## Биография
Дазумий Рустик е син на Луций Дазумий Адриан и баща на Публий Дазумий Публий Туск.
През 119 г. Дазумий Рустик е консул заедно с император Адриан.